# Vinschgau
Als Vinschgau ['fɪnʃɡau̯] (auch Vintschgau, in älterer Bezeichnung Vinstgau, italienisch Val Venosta, Vallader Vnuostⓘ) wird der oberste Teil des Etschtales mit seinen Seitentälern in Südtirol (Italien) bezeichnet. Geographisch werden seine Grenzen am Reschenpass und an der Töll veranschlagt. Der Vinschgau wird meist in Obervinschgau und Untervinschgau eingeteilt. Das größte Dorf und somit der Hauptort des Vinschgaus ist Schlanders; die einzige Stadtgemeinde ist jedoch Glurns.

## Etymologie
Die deutsche Bezeichnung Vinschgau  (alte Schreibweisen Vintschgau oder Vinstgau) und ihre italienische Entsprechung Val Venosta stehen offenkundig im Zusammenhang mit dem Namen des antiken Stammes der Venosten, der auf dem Tropaeum Alpium neben vielen anderen besiegten Alpenvölkern angeführt wird. Frühmittelalterlich erscheint erstmals der Gebietsname in Formen wie de Venostis (720) oder in Venustis (842/843).
Im Frankenreich (772 n. Chr.) bildete der Vinschgau eine Verwaltungseinheit, daraus leitet sich der Namenszusatz „Gau“ ab. Die erste Erwähnung dieses Zusatzes erfolgt in einer zu Nürnberg ausgestellten Schenkungsurkunde vom 13. Juni 1077, mit der König Heinrich IV. dem Bischof Altwin von Brixen Güter in Schlanders in pago Finsgowe in pago Gerungi – also „im Vinschgau in der Grafschaft des Gerung“ – übergibt.

## Geographie

### Allgemeines

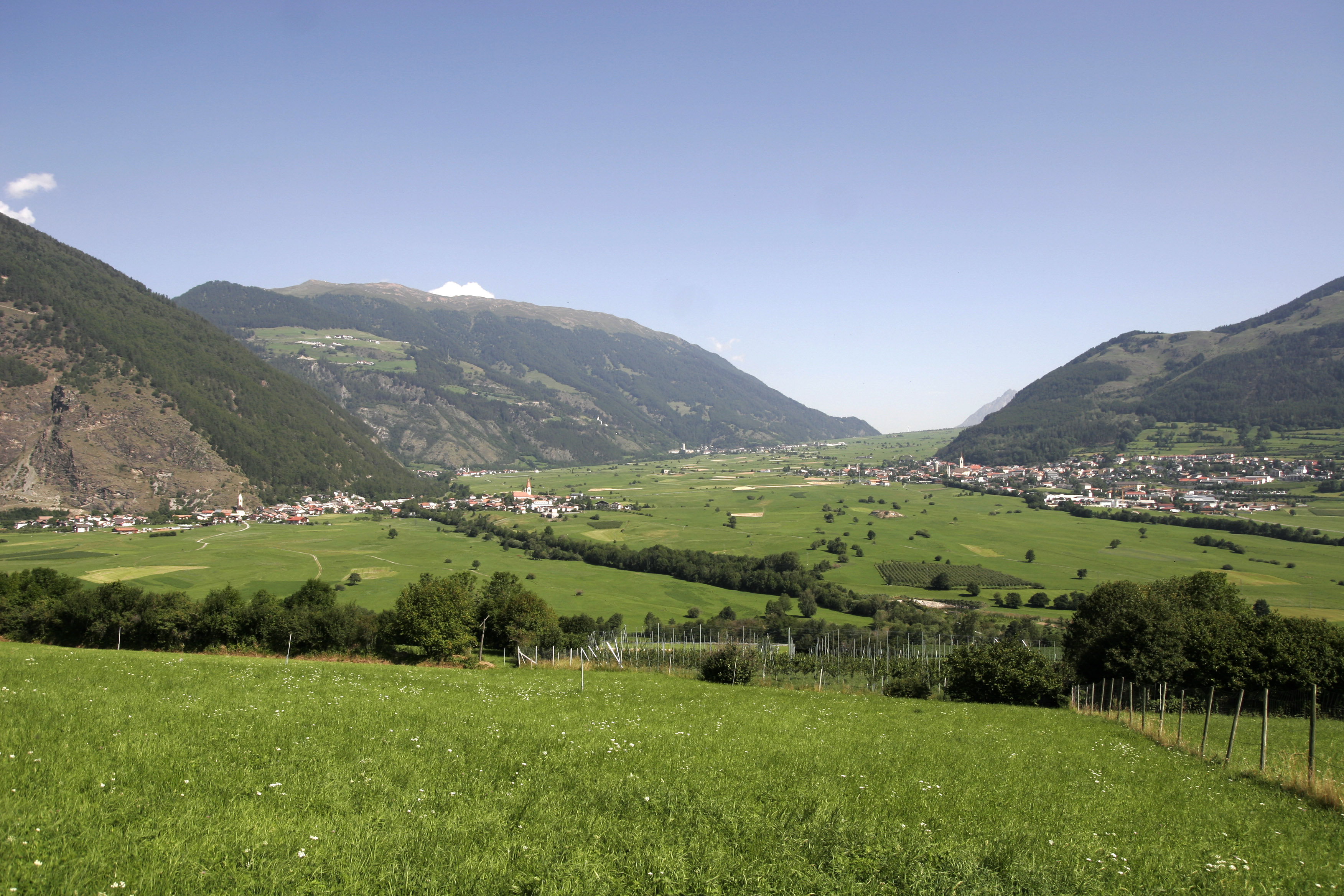
Oberer Vinschgau mit Blick in Richtung Reschensee

Der Vinschgau umfasst den obersten Abschnitt des Etschtals. Er nimmt am Alpenhauptkamm am Reschenpass (1507 m), wo die Etsch entspringt, seinen Anfang und verläuft zunächst südwärts. Bei Prad macht der Talverlauf einen Knick und streicht von nun an auf dem Großteil seiner Länge ostwärts Richtung Meran. Die Steilstufe der Töll (ca. 500 m) knapp westlich vom Meraner Talkessel gilt traditionell als Endpunkt des Vinschgaus und Grenze zum Burggrafenamt. Von der Staatsgrenze am Reschenpass bis zur Töll sind es 71,4 Straßenkilometer.
Vor allem historisch wurde auch das vom Stillebach zum Inn entwässerte Hochtal von Nauders (seit Inkrafttreten des Vertrags von Saint-Germain 1920 auf der anderen Seite der italienisch-österreichischen Staatsgrenze) zum Vinschgau gerechnet. Dieses liegt zwar nördlich vom Reschenpass, ist aber durch die tief eingeschnittene Schlucht von Finstermünz wesentlich markanter vom Oberinntal als vom Etschtal abgetrennt.

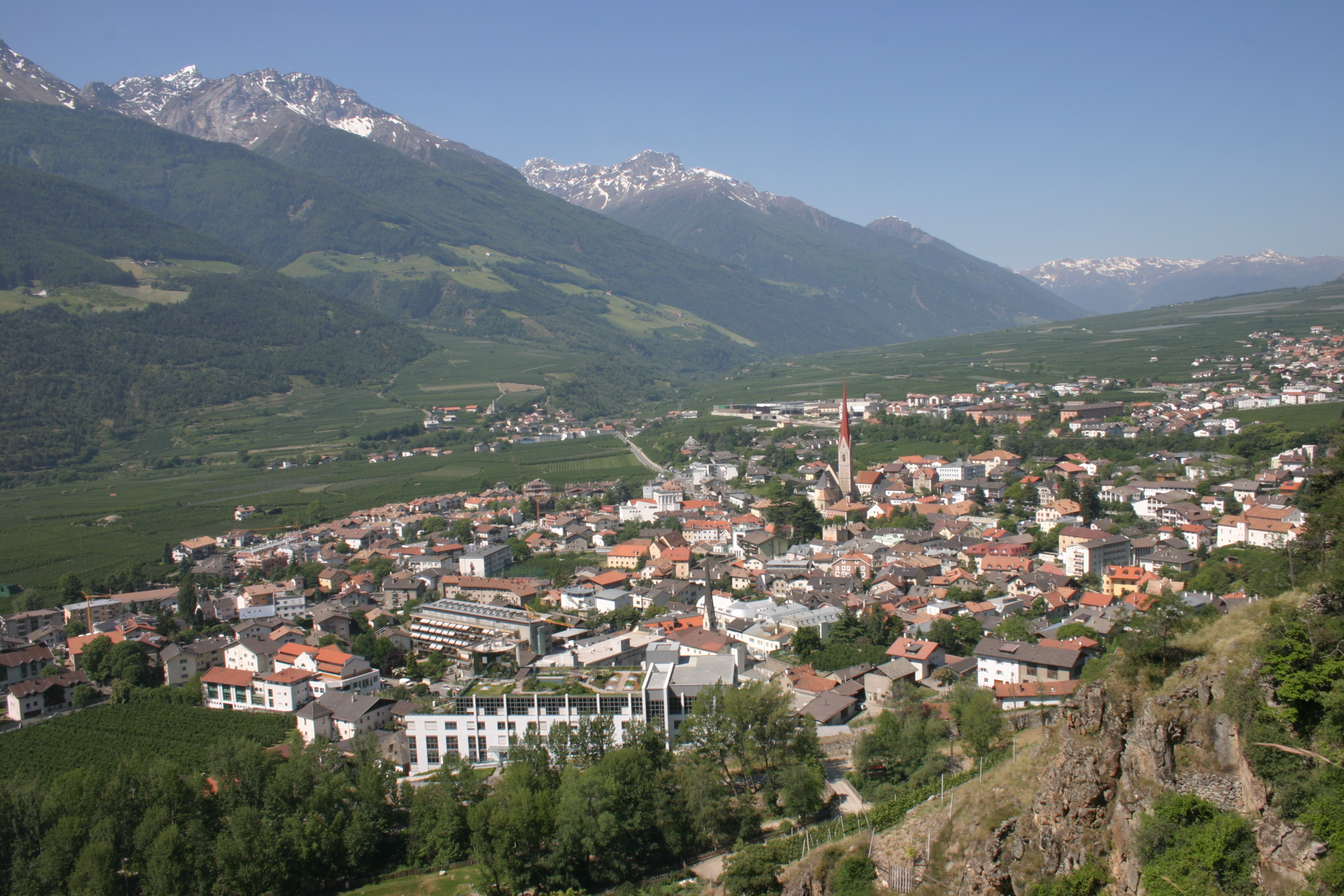
Der Vinschgau bei Schlanders

Der Vinschgau wird je nach Autor entweder in zwei oder drei Abschnitte geteilt. Eine Zweiteilung setzt die Grenze zwischen dem Untervinschgau und dem Obervinschgau am Gadria-Schwemmkegel zwischen Schlanders und Laas an. Eine Dreiteilung belässt den unteren Vinschgau im selben Umfang, unterscheidet im höher gelegenen Talabschnitt aber zwischen dem mittleren und dem oberen Vinschgau: Als Grenze zwischen Mittelvinschgau und dem eigentlichen Vinschger Oberland wird der Beginn der Malser Haide zwischen Glurns und Mals aufgefasst. Als historischer Landschaftsname besteht zudem noch die Bezeichnung Untercalven (also für das Gebiet unterhalb der Calven, der Talenge am Ausgang des Münstertals), der für die churischen Besitzungen im Vinschgau bis hinab nach Goldrain verwendet wurde.
Die den Vinschgau umgebenden Berge gehören mehreren Gebirgsgruppen an. Nordseitig befinden sich die mächtigen Ausläufer der Ötztaler Alpen, die hier in Planeiler Berge, Saldurkamm und Texelgruppe unterteilt werden. Im Westen wird der Obervinschgau von der Sesvennagruppe überragt. Südseitig liegen die Ortler-Alpen mit den Laaser Bergen zwischen Sulden- und Martelltal und dem Zufrittkamm zwischen Martelltal und Meran.
Die nordseitig vom Vinschger Talboden gelegenen, südexponierten Hänge tragen von Mals bis zur Töll durchgehend den Namen Sonnenberg. Die südseitig gelegenen, nach Norden ausgerichteten Hänge von Prad bis zur Töll werden zusammenfassend als Nördersberg bezeichnet.

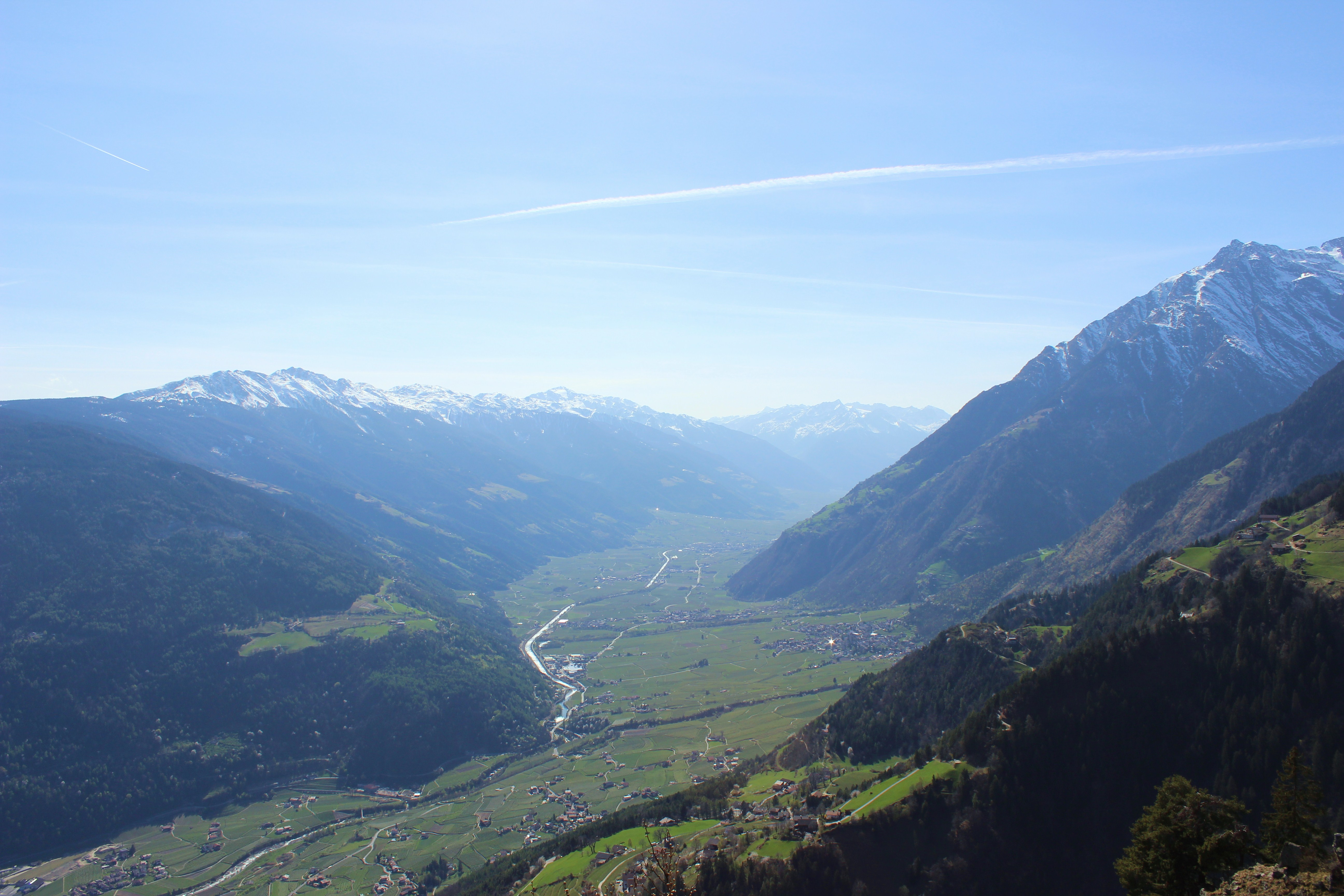
Blick über den unteren Vinschgau

Administrativ gehört der Großteil der Talschaft zur Bezirksgemeinschaft Vinschgau mit dem Hauptort Schlanders. Nur die drei Untervinschger Gemeinden Naturns, Partschins und Plaus sind aufgrund ihrer Nähe zu Meran der Bezirksgemeinschaft Burggrafenamt angegliedert.

### Geologie
Betrachtet man die umliegenden Bergzüge vom Talgrund des Vinschgaus aus, geben diese ein ziemlich einheitliches Bild ab. Nur an einigen Stellen erblickt man schroffe, aufragende Felskomplexe. Es überwiegen eher abgeflachte, teils gerundete Kammreliefs, die auf den altkristallinen Deckentypus zurückzuführen sind. Die Decken gehören geologisch dem großen Komplex des austroalpinen Kristallins an, von dem es mehrere Untergruppen gibt, die lithologisch und von der Metamorphosegeschichte her gesehen unterscheidbar sind. Von Norden einfallend wurde der Ötztal Kristallin einst auf den Scarl-Campo Kristallin aufgeschoben. Die Grenze bildet die Schliniglinie, die westlich von Schluderns als echte Störungslinie ausgeprägt ist, östlich davon den Sonnenberg als eine bis zu zwei Kilometer breit gefächerte Verwerfungs- oder Scherzone durchzieht und deshalb auch „Vinschgauer Scherzone“ genannt wird. In dieser ebenfalls „Vinschgauer Schieferzone“ genannten Zerrüttungsschicht sind die Komponenten beider Deckensysteme, tektonisch stark deformierte Paragneise, Glimmerschiefer und Phyllite, ineinander zerrieben und verschweißt worden.

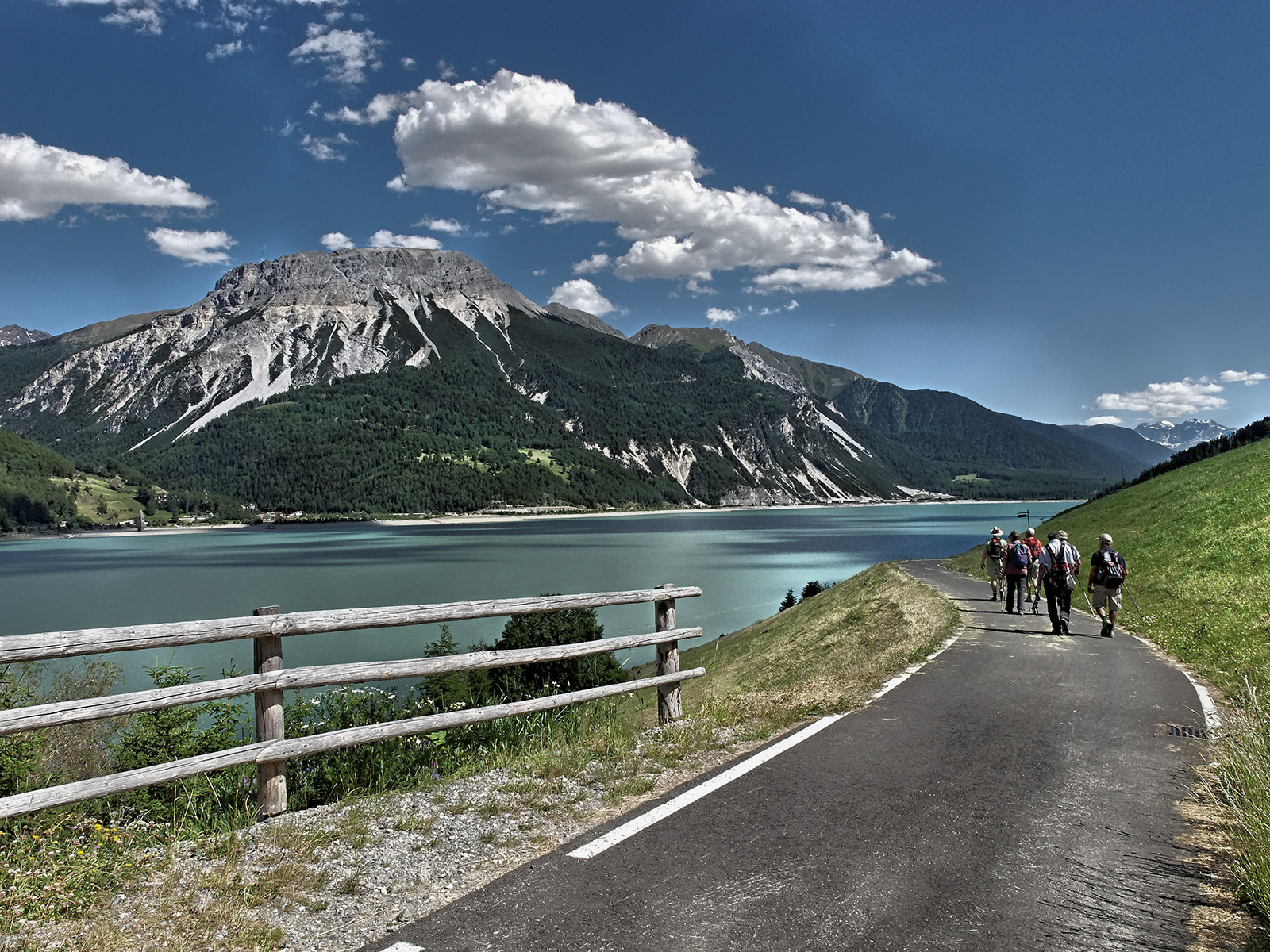
Der Endkopf über dem Reschensee

Der Campo-Kristallin der Südhänge des Vinschgaus besteht aus biotitführenden Paragneisen und mylonitischen Glimmerschiefern, die Granat- und Staurolitheinschlüsse enthalten können. Eingelagert sind hier häufig nahezu rein weiße Marmore (Laaser Marmor), biotitführende Pegmatitgneise und Amphibolite. Diese Gesteinsserie wird auch Laaser Einheit genannt und weist große Ähnlichkeiten mit dem marmordurchsetzten Schneeberger Zug auf, der nördlich des Texelkomplexes einen weiten Bogen in Richtung Sterzing beschreibt. Im Martelltal sind hinter dem Ortsteil Gand bis zum Stausee an beiden Talseiten Granitvorkommen aus dem Zeitalter des Perm aufgeschlossen. Im Ortlergebiet besteht der Campo-Kristallin aus Glimmerschiefern mit Amphiboliteinschlüssen, aus Orthogneisen (Angelus) und eher seltener aus gelblichen oder grauen Marmoren. Das aus metamorph überprägten Kalksedimenten aus der Obertrias bestehende Ortlermassiv ist der Quarzphyllitunterlage der Zebru-Schuppenzone aufgelagert, die ins hintere Martelltal hinüberreicht. Eine auffällige artfremde geologische Scholle mitten im Ötztal Kristallin stellt der aus triassischen Kalksedimenten geformte Endkopf östlich des Reschensees dar.

### Morphologie
Die Seitenhänge des Vinschgaus sind meist sehr steil und weisen zudem die überhaupt höchsten Reliefenergien in den Alpen auf: Die pro Flächeneinheit gemessenen Höhenunterschiede erreichen im Gebiet der Tschenglser Hochwand bis zu 2.500 m auf 5 km Horizontaldistanz, in Naturns 2700 m s.l.m. zur Texelgruppe hin. An einigen Stellen gehen die Hänge in einer Höhe von etwa 1000 bis 1200 m in flachere Hangterrassen über, wo sich einzelne Höfe angesiedelt haben oder wo Streusiedlungen entstanden sind. An den Hängen des Sonnenberges zeigen diese Hangterrassen den Verlauf der Schliniglinie an.

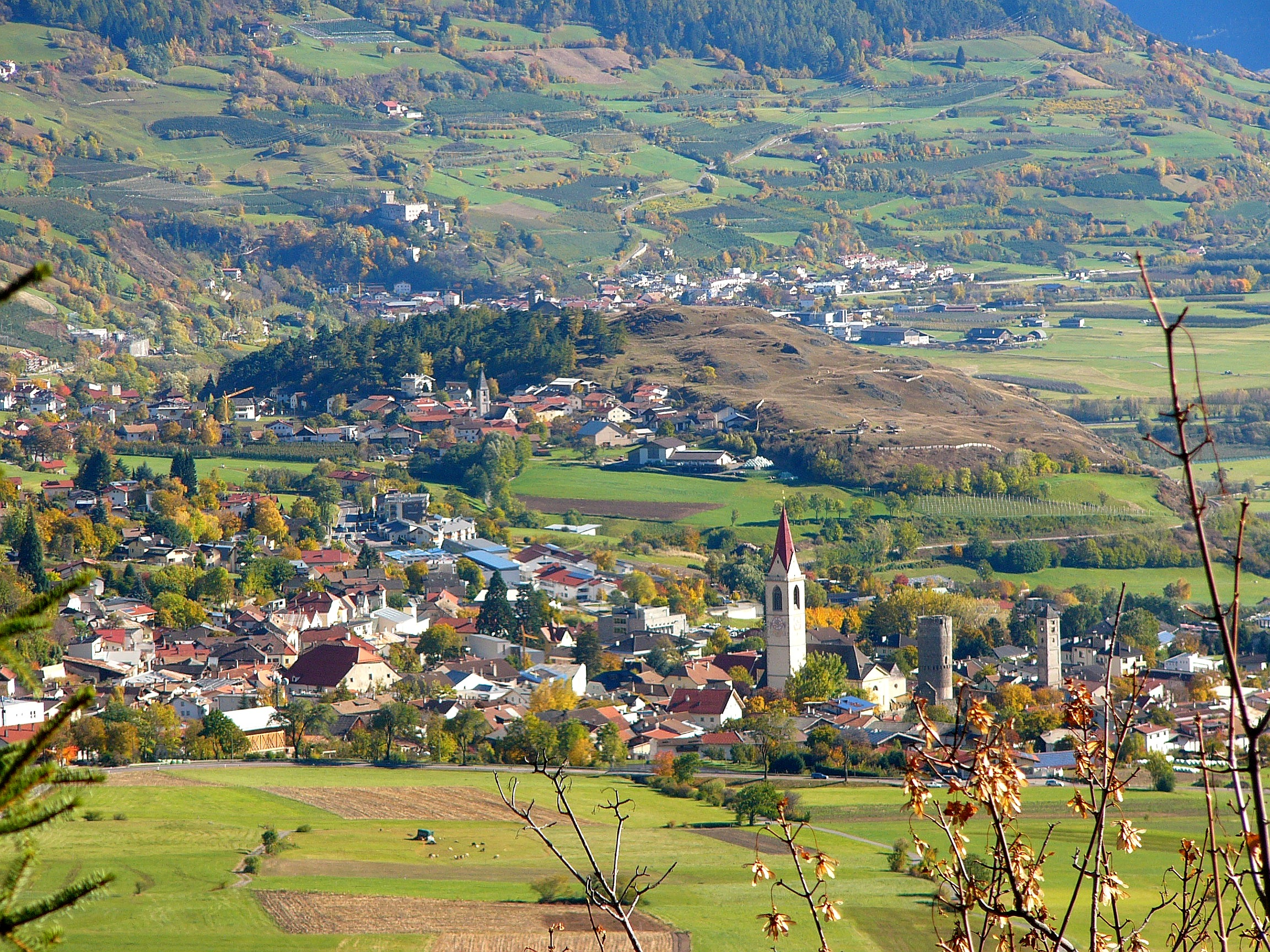
Der Tartscher Bichl

Der von quartären Schuttablagerungen bedeckte Talboden nimmt eine Fläche von 122 km² ein. Es gibt nur zwei hügelartige Erhebungen, die der Gewalt der Gletscher widerstanden haben und heute aus dem Talboden in die Höhe ragen. Beiden wird in früherer Zeit wegen dieses Umstandes eine besondere Aura zugeschrieben worden sein. Denn auf beiden haben sich sehr alte romanische Kirchlein erhalten: Das ist zum einen der kleine Hügel neben der Ortschaft Laas, auf dem das Sisiniuskirchlein steht, zum anderen im oberen Vinschgau der Tartscher Bichl bei der Ortschaft Tartsch.
Ein sehr auffälliges landschaftsgestaltendes Merkmal sind die mächtigen Schwemmkegel (auch Murkegel genannt), die etwa 70 % des Talbodens ausmachen und in einigen Fällen die Ursache für Talstufenbildungen waren. Die 13,25 km² umfassende Malser Haide ist die größte Murenhalde und bildet sozusagen die Verkleidung der höchsten Talstufe des Vinschgaus zwischen dem 1450 m hohen Pass und den bei Glurns (900 m) in die Talebene mündenden Ausfächerungen. Das Idealbild eines Murkegels gibt die riesige Gadriamure zwischen Laas und Schlanders ab. Mit 10,68 km² nimmt sie flächenmäßig den zweiten Platz ein. Sie hat die Etsch an den rechten Talhang gedrängt und diese immer wieder gestaut, so dass sich talaufwärts eine Aufschüttungsebene bilden konnte, während sich talabwärts eine etwa 200 m hohe Talstufe gebildet hat, die auch klimatische Auswirkungen hat. Der drittgrößte Murkegel ist jener von Tarsch-Latsch mit 9 km², der ebenfalls die Ursache für eine Talstufenbildung war. Weitere Murkegel kleineren Ausmaßes sind jene von Tabland und Partschins. Es fällt auch auf, dass sich diese großen Murkegel in der Regel an der Mündung ganz kleiner und steiler Seitentäler gebildet haben, während die Bäche größerer Seitentäler an ihrer Mündung ins Haupttal kaum Schwemmfächer aufweisen. Entstanden sind diese Murkegel in der Nacheiszeit, in der es auch Perioden mit viel stärkerer Niederschlagstätigkeit gegeben hat (Altatlantikum).

### Seitentäler
Die Etsch wird von zahlreichen Bächen gespeist. Diese kommen aus Tälern, die sich tief in die umliegenden Gebirgszüge eingegraben haben und bis in die Gletscherregionen der Hauptkämme vorstoßen. Viele dieser Seitentäler haben sehr enge, vereinzelt sogar schluchtartige Mündungsöffnungen; erst weiter im Talinnern werden diese Talgründe breiter und bieten mitunter Platz für bescheidene Siedlungsräume.

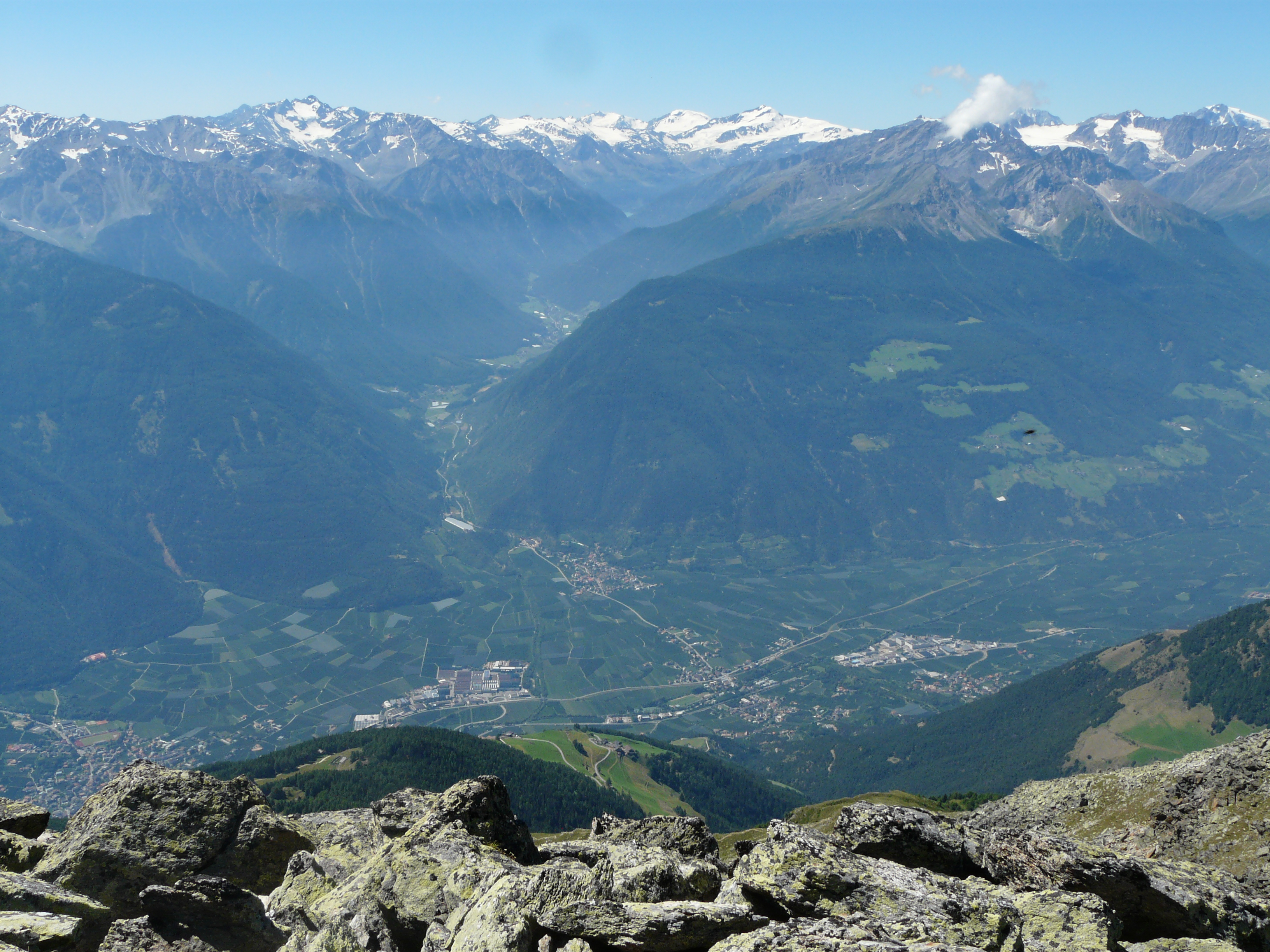
Blick ins Martelltal

Ausgehend vom Reschenpass trifft man auf der orografisch rechten Talseite des Vinschgaus auf sieben größere Seitentäler, von denen fünf ganzjährig besiedelte Ortschaften aufweisen:
- Bei der Ortschaft Reschen zweigt das Rojental ab, das vom Pitzbach entwässert wird und dessen Hauptort Rojen über eine gut ausgebaute Bergstraße erreicht werden kann.
- Am Haidersee beginnt das unbewohnte Zerzer Tal, das von Menschen nur weidewirtschaftlich genutzt wird.
- Bei Schleis mündet der Metzbach aus dem Schlinigtal in die Etsch. Der Hauptort des Tals, Schlinig, ist verkehrsmäßig aber über Burgeis über eine gut ausgebaute Bergstraße erreichbar.
- Aus dem danach folgenden Münstertal kommt der Rambach. Es ist von diesen Tälern das einzige, das sich mit einer breiten Talmündung öffnet. Nur ein relativ kleiner Teil des Tals mit der Gemeinde Taufers liegt in Südtirol. Ausgehend von Glurns erreicht man schon nach etwa neun Kilometern die Schweizer Grenze.
- Bei Prad hat der Suldenbach aus dem Suldental eine breite, flache Schwemmebene, die Pradersand, geschaffen. Durch das Suldental und das davon abzweigende Trafoital führt eine als Militärstraße konzipierte Bergstraße auf das Stilfser Joch und in die Lombardei.
- Ein wenig bekanntes Seitental ist das Laaser Tal, das bei der Ortschaft Laas abzweigt. Es ist unbewohnt, erlangte aber wegen des Abbaus von Laaser Marmor Bedeutung.
- Das langgezogene Martelltal mündet bei Morter in den Vinschgau. Es wird von einem Gewässer weiblichen Geschlechts entwässert, von der Plima.

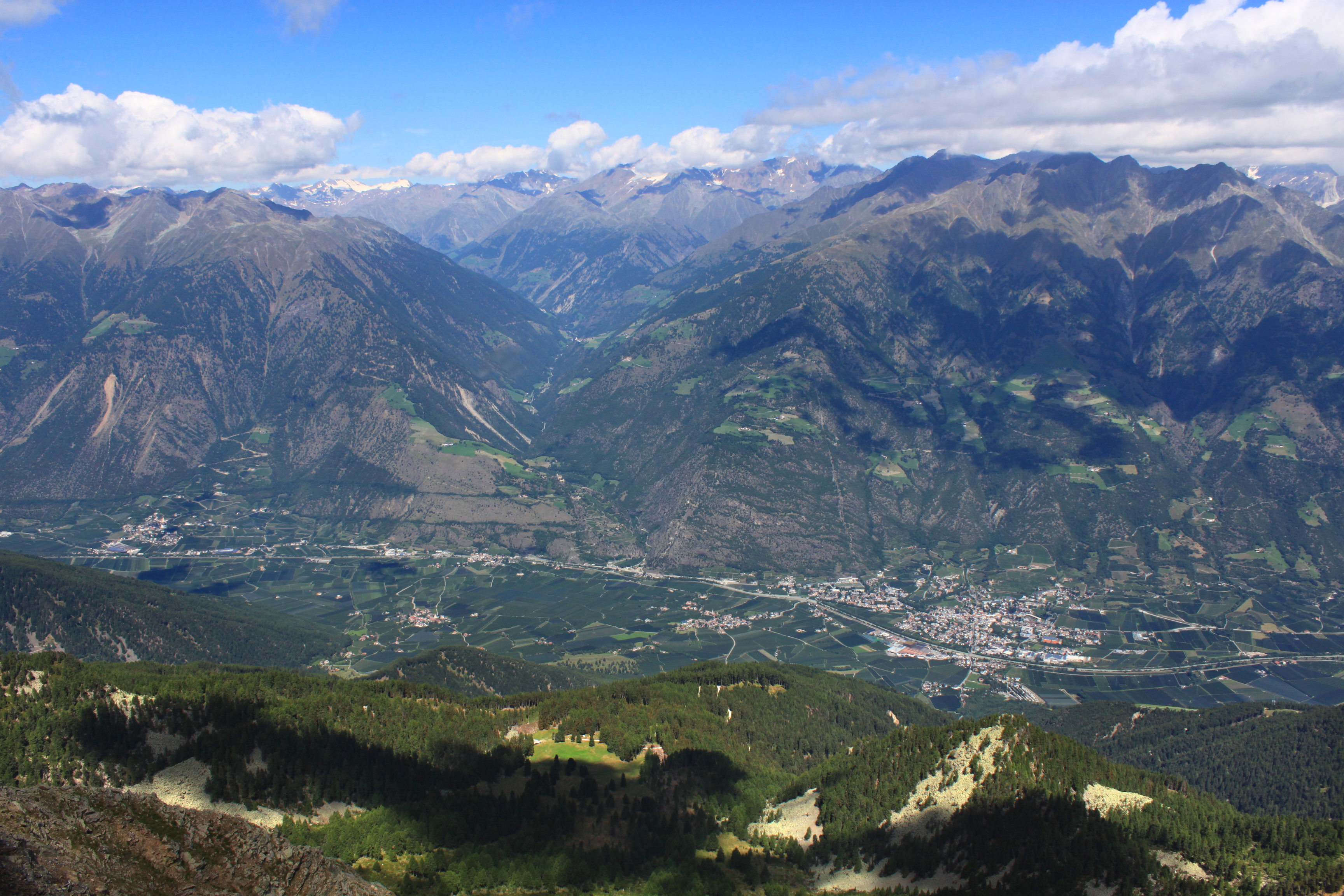
Der Eingang ins Schnalstal

Auf der orografisch linken Talseite sind es ebenfalls sieben bedeutendere Täler, von denen fünf ganzjährig bewohnt sind:
- Aus dem Langtauferer Tal, in das ab Graun eine sehr gut ausgebaute Straße bis Melag führt, fließt der Karlinbach direkt in den Reschensee.
- Das relativ kurze Plawenntal zweigt an der Malser Haide ab und beherbergt das kleine Dorf Plawenn.
- Aus dem engen Planeiltal, in dessen Mündungsbereich sich die einzige Siedlung des Tales, Planeil, befindet, kommt die Puni.
- Bei Tartsch zweigt die gut ausgebaute Straße in das Matscher Tal ab, aus dessen Mündungsschlucht der Saldurbach aber bei Schluderns in das Haupttal gelangt.
- Ein hoch gelegenes, unbewohntes Almtal ist das bei Schlanders schluchtartig ins Haupttal mündende Schlandrauntal.
- Zwischen Staben und Naturns verlässt der Schnalser Bach die felsige Eingangsschlucht des Schnalstales, das über eine hervorragend ausgebaute und mit großzügigen Tunnels ausgestattete Straße erreichbar ist.
- Das letzte nennenswerte Seitental ist das weitgehend unbewohnte Zieltal, das bei Partschins seinen Anfang nimmt und rasch ins Hochgebirge der Texelgruppe hineinführt.

### Klima
Der Vinschgau liegt an ganz zentraler Stelle in den Alpen. Hier erreichen sie die größte Breite (250 km) und nehmen das Tal genau in ihre Mitte. Zudem ist der Vinschgau von sehr hohen Bergkämmen umgeben, die durchwegs 3000 m überschreiten. Das hat eine ausgesprochene Insellage zur Folge, so dass das Tal klimatisch als eine der geschlossensten Landschaften der Ostalpen gelten kann. Sowohl die vom Norden bzw. vom Atlantik kommenden Einflüsse als auch die aus dem Süden heraufschwappenden Wettererscheinungen werden gleichermaßen abgemildert. Eine der für die Landwirtschaft ungünstigsten Auswirkungen ist die Niederschlagsarmut, die gepaart mit der hohen Sonnenscheindauer den Vinschgau zu einem der trockensten Täler der Alpen macht. In mancher Hinsicht hat sich ein eigenständiger Klimatyp herausgebildet: geringe Bewölkung, niedrige Luftfeuchtigkeit, lange Sonnenscheindauer (Kortsch übertrifft mit 71 % Orte wie Meran, Arco oder Riva bei weitem), hohe mittlere Jahrestemperaturen, in Schlanders 9,6°, hohe Verdunstung, hohe Temperaturschwankungen im Tages- und Jahresverlauf, starke Fallwinde (Vinschger Wind), abgemilderte Kältespitzen im Winter.
| Temperaturmittel   | Januar | Juli | Jahr |
| ------------------ | ------ | ---- | ---- |
| Schlanders (706 m) | −0,9   | 19,2 | 9,6  |
| Reschen (1.494 m)  | −6,2   | 14,0 | 4,5  |

Der Jahresschnitt der Niederschläge beträgt in Schlanders lediglich 481 mm (Messzeitraum 1921–2000), nicht mehr als die Niederschlagsmenge von Teilen Siziliens. In Reschen sind es 663 mm.
Die West-Ost-Ausrichtung des Tales bringt es mit sich, dass es einen krassen Unterschied zwischen den südexponierten Hängen des Sonnenberges und den schattigeren Hängen des Nördersberges gibt. Der Sonnenberg ist trocken und weist eine hohe Sonneneinstrahlung sowie flache und trockene Böden auf. Da er früher durch extremen Weideverbiss der Erosion schutzlos ausgesetzt war, ist er durchfurcht von Murengräben und -kanälen; es wurden jahrzehntelang aufwändige künstliche Aufforstungen durchgeführt. Die Hänge des Nördersberges sind schattiger und weisen den üblichen alpinen Bewuchs auf.
Die Niederschlagsarmut macht die künstliche Bewässerung der Wiesen und Felder zur agrarwirtschaftlichen Notwendigkeit. Früher wurden von den Dorfgemeinschaften zum Teil sehr lange künstliche Wasserkanäle, so genannte Waale, angelegt, in denen das Wasser aus den meist wasserreichen Seitentälern in die Hangwiesen des Haupttales geleitet wurde. Ein ca. 600 km langes Hauptwaalnetz durchzog den Vinschgau einst, das praktisch flächendeckend die Wiesen und Felder versorgte. Heute – im Zeitalter der viel praktischeren Eisen- und Plastikrohre – haben die Waale ihre Bedeutung weitgehend eingebüßt. Viele dieser Kanäle sind heute verfallen und werden nicht mehr genutzt. Manche jedoch werden liebevoll instand gehalten und dienen wegen der sie begleitenden Waalwege als touristische Infrastruktur.

### Flora
Biologisch gesehen hat der Vinschger Sonnenberg durch diese besonderen klimatischen Gegebenheiten eine einzigartige Vegetation hervorgebracht, die man so auch in weiter südlich gelegenen vergleichbaren alpinen Quertälern nicht vorfindet. Zu beobachten ist diese überraschend artenreiche Pflanzenwelt auf den kahlen, grauen Hangbereichen, den Leiten. Diese Stellen wurden bei Aufforstungen, die viele Jahre in Anspruch genommen haben, ausgespart. Den größten Teil des ehemaligen Steppengürtels des Vinschger Sonnenberges nehmen heute Schwarzföhrenbestände ein.
Am Hangfuß des Sonnenberges wird bis in die Schlanderser Gegend Wein angebaut, und es gedeiht bis dorthin auch die Edelkastanie. Der Talgrund, der früher vorwiegend dem Kornanbau gedient hat (der Vinschgau war die Kornkammer Tirols), wurde seit dem Ersten Weltkrieg ebenfalls bis in den Schlanderser Raum allmählich vom Obstbau (Äpfel) in Beschlag genommen. Seit den 1990er Jahren macht der fühlbare Klimawandel den Vorstoß der Apfelkulturen weiter nach Westen bis in die Gegend von Mals möglich.
Die schattigen Hänge des Nördersberges sind im untersten Streifen teilweise mit Mischwald bewachsen. In den anschließenden höheren Lagen überwiegen die Fichten, die sich an der Baumgrenze mit den Zirben mischen.

### Flächennutzung
In der Bezirksgemeinschaft Vinschgau leben auf dem 1.441 km² großen Einzugsgebiet rund 35.000 Einwohner, die sich einen 134,9 km² großen Dauersiedlungsraum teilen.
- Die bebauten Flächen machen 0,6 % des Territoriums aus, die Ackerflächen 0,5 %.
- Dauerkulturen, also Flächen, die mit Obstbäumen und Wein bepflanzt sind, machen 2,2 % der Fläche aus.
- Wiesen und Weiden in niederen und mittleren Lagen, wo intensiv Grünlandwirtschaft betrieben wird, sind mit 8,3 % flächenmäßig die bedeutendste Nutzfläche.
- Aus Wald besteht 33,0 % der Fläche und 16,8 % nimmt das natürliche Grünland ein.
- Mit 32,1 % nehmen Ödland und Felsen eine relativ große Fläche ein.
- 5,9 % sind von Gletschern bedeckt und Gewässer beanspruchen 0,6 % der Fläche.[7]

Landwirtschaftliche Nutzung (Landwirtschaftszählung 2000):
| Kulturart | in Hektar | in Prozent |
| --------- | --------- | ---------- |
| Wein      | 35        | 0,1        |
| Obst      | 3.677     | 7,0        |
| Acker     | 599       | 1,1        |
| Wiesen    | 14.012    | 26,8       |
| Weiden    | 33.985    | 65,0       |
| Sonstige  | 1         | 0,0        |

Bedeutende Naturschutzgebiete im Vinschgau stellen der Nationalpark Stilfserjoch und der Naturpark Texelgruppe dar. Der Nationalpark umfasst weite Teile der Ortler-Alpen und fällt im Bereich zwischen Glurns und Latsch stellenweise bis in den Vinschger Talboden ab. Der Naturpark hingegen dehnt sich in den Ötztaler Alpen aus und berührt den Vinschgau an den Südhängen der Texelgruppe zwischen Naturns und Partschins.

## Geschichte

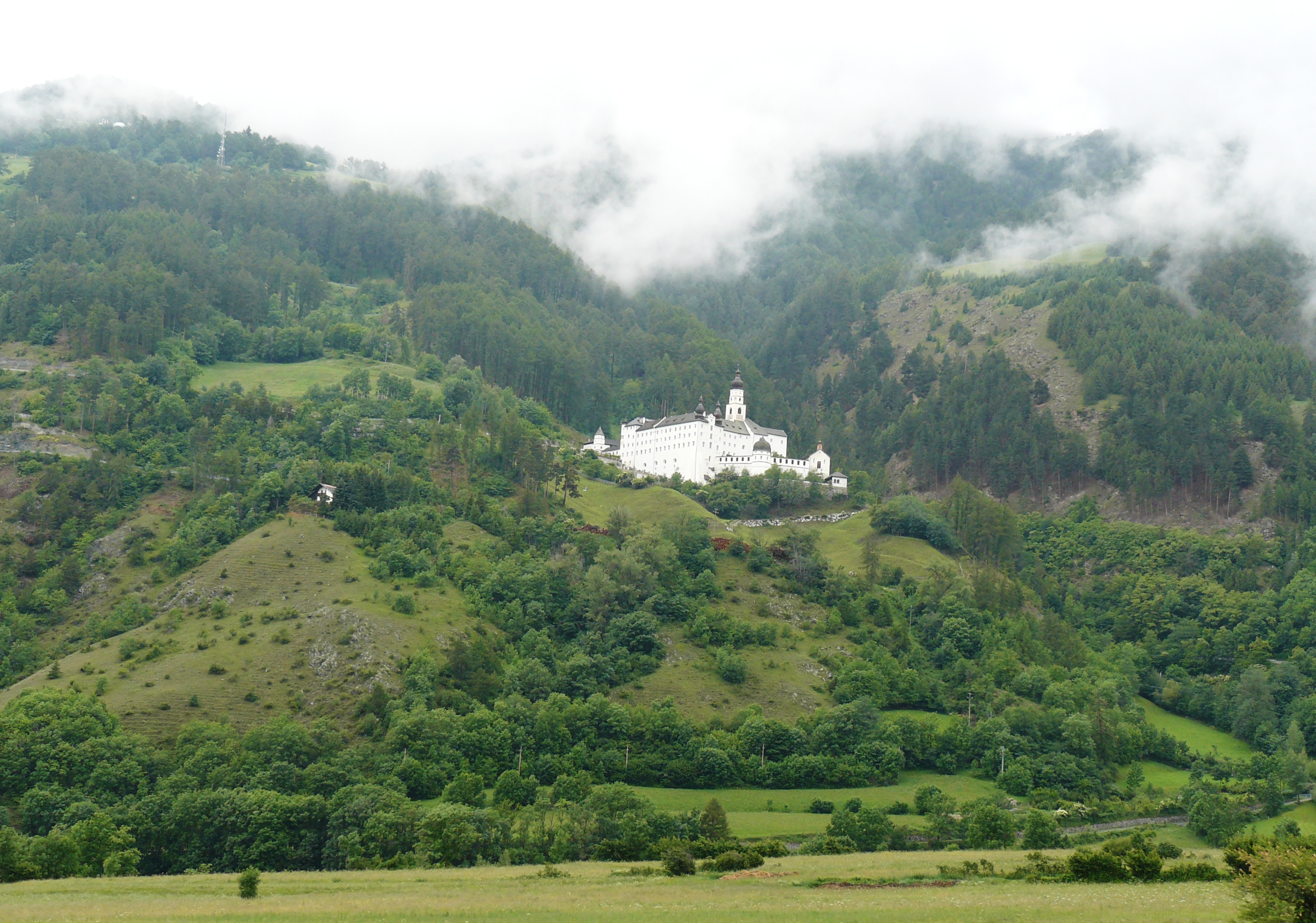
Die Abtei Marienberg

Bedeutende eisenzeitliche Funde wurden am Ganglegg und am Tartscher Bichl gemacht. Die ersten namentlich bekannten Bewohner des Vinschgaus waren die eventuell rätischen Venostes, die im Laufe der römischen Herrschaft romanisiert wurden. Aus dem Vulgärlateinischen entstand hier eine rätoromanische Sprache. Bis ins Frühmittelalter war der Vinschgau nur dünn besiedelt und größtenteils mit Wald bedeckt, obwohl in römischer Zeit die Via Claudia zum Reschenpass durch die Talschaft verlief. Ab dem 10. Jahrhundert wurden Siedlungen und Wirtschaftsflächen vornehmlich durch romanische Bauern ausgebaut. Seit dem 12. Jahrhundert förderte das Kloster Marienberg den Landesausbau auch durch deutschsprachige Siedler. Im Frühmittelalter gehörte der Vinschgau zu Churrätien und bildete mit dem Unterengadin eine Grafschaft. Kirchenrechtlich rechnete der Vinschgau deshalb zum Bistum Chur.

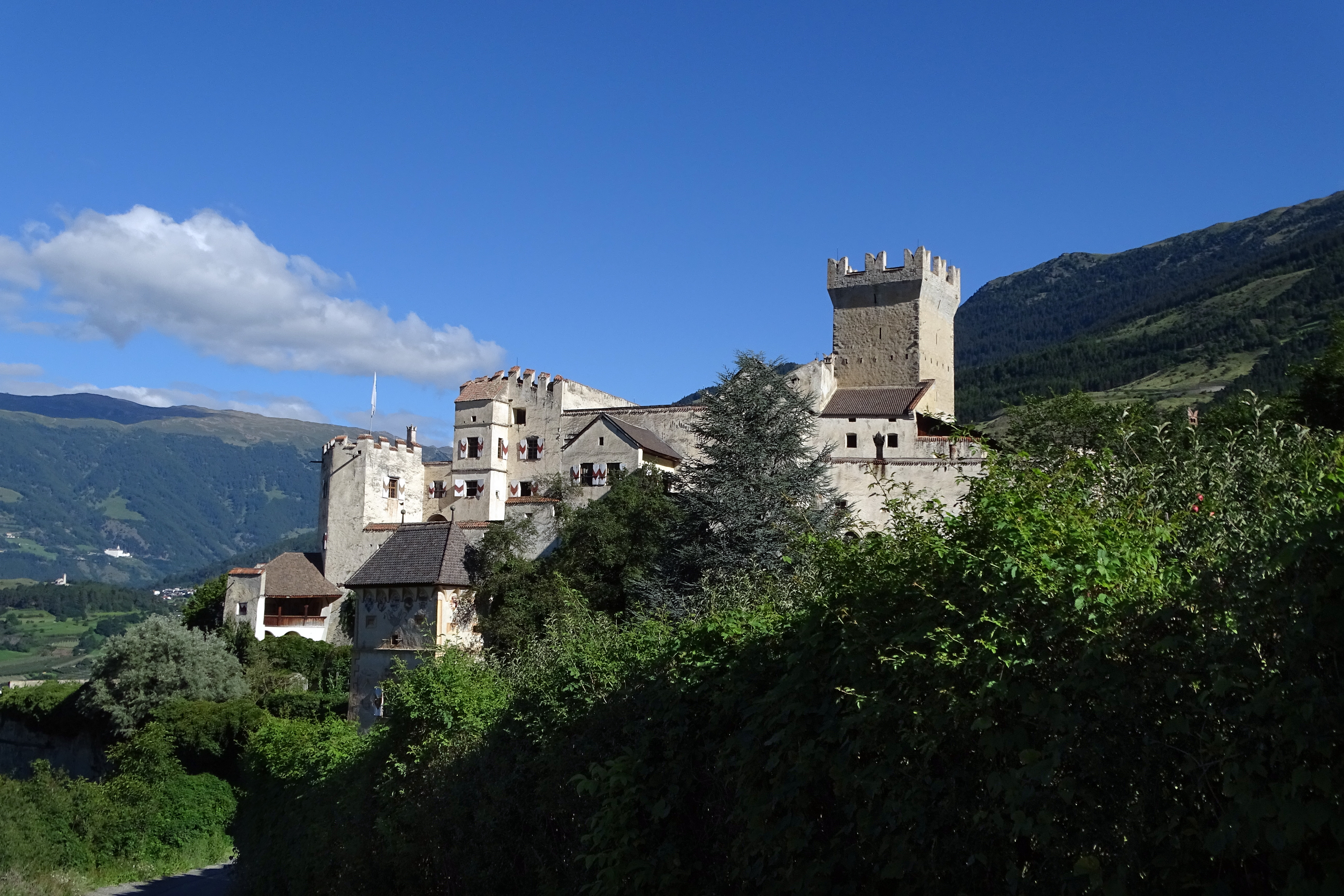
Die Churburg

Kaiser Konrad II. verlieh 1027 die Grafschaft Vinschgau-Unterengadin dem Bischof von Trient, kirchenrechtlich blieb das Gebiet aber bei Chur. Die Bischöfe von Chur verfügten auch weiter über ihre Rechte, Güter und Leibeigenen im Gebiet, die sich vor allem im oberen Vinschgau konzentrierte. Zentrum der Verwaltung der Churer Besitzungen war das bischöfliche Gericht in Mals und zuerst die Churburg, dann die Fürstenburg, wo ein bischöflicher Hauptmann residierte. Die Vogtei über den Vinschgau hielten im Hochmittelalter die Herren von Matsch.
Die Konflikte zwischen den sich überlagernden Herrschaftsrechten des Bischofs von Chur und den gräflichen Rechten im Vinschgau und Unterengadin blieben auch nach dem Übergang dieser Gebiete an die Grafschaft Tirol bestehen. Die Zivilgerichte Unter- und Obercalven schlossen sich wie die anderen bischöflichen Gerichte dem Gotteshausbund innerhalb der Drei Bünde an. Die Erzherzöge von Österreich konnten jedoch in Untercalven 1499 endgültig ihre Landesherrschaft gegenüber dem Bischof von Chur durchsetzen. 1618 ging das Gericht in Untercalven in Mals endgültig ein, womit die letzten bündnerischen bzw. bischöflichen Einflussmöglichkeiten verschwanden. Das Gericht Obercalven bzw. das Münstertal verblieb jedoch im Gotteshausbund. Verschiedene Versuche Habsburgs, auch dieses zu erwerben, scheiterten. Im Rahmen eines längeren Rechtsstreits um das Münstertal zwischen 1734 und 1762 kam auch noch das Dorf Taufers ganz an Österreich.

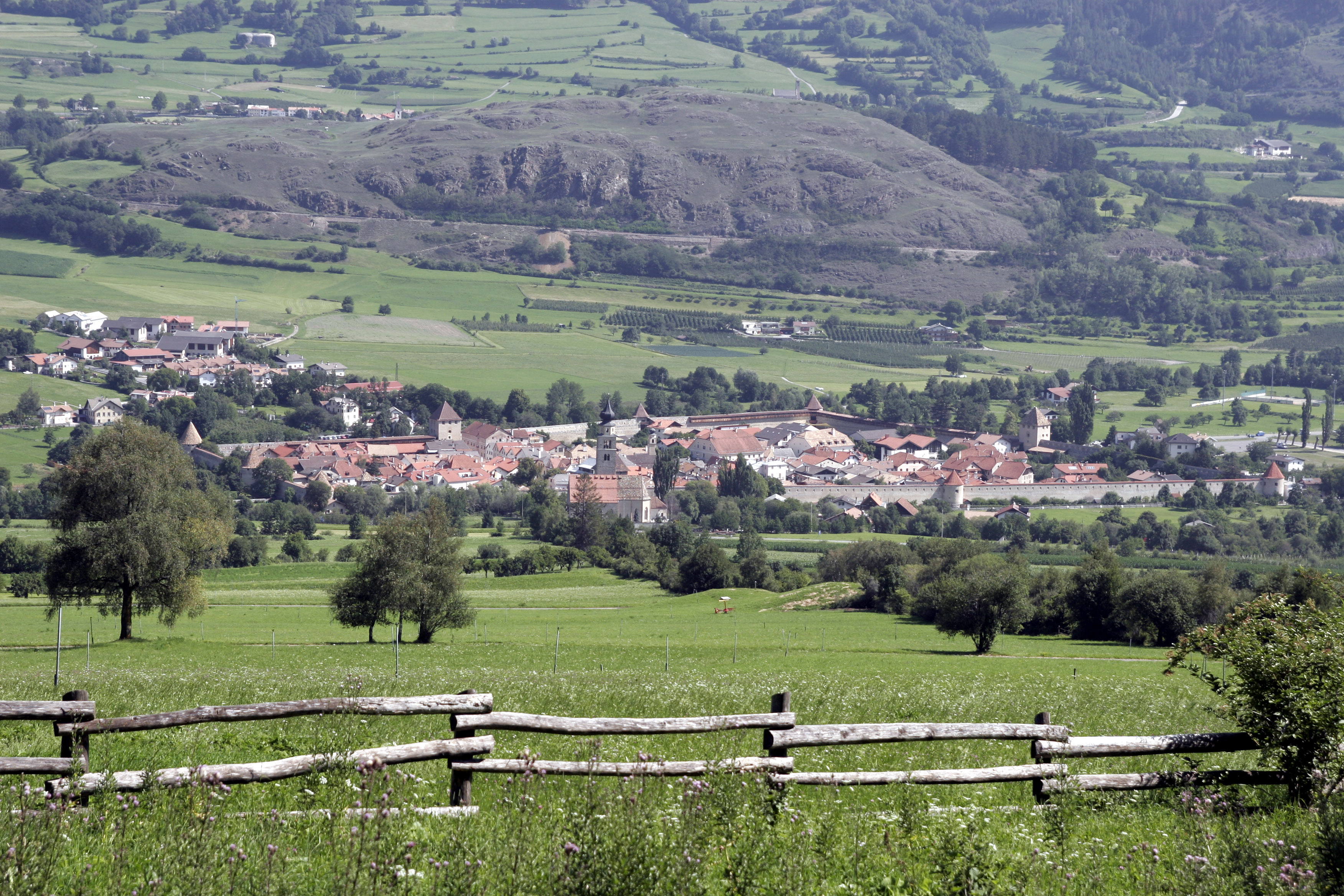
Die Stadt Glurns

Bis ins 17. Jahrhundert wurde in weiten Teilen des Vinschgaus wie auch in Nauders fast ausschließlich Rätoromanisch gesprochen. So war es im 14. und 15. Jahrhundert in Glurns die einzige bei Gericht verwendete Sprache. Im Zuge der Reformation, die im oberen Vinschgau jedoch nur kurz währte, fand es ebenfalls Verwendung. In Burgeis wirkte zeitweilig ein evangelisch-reformierter Pfarrer. Seit der Gegenreformation wurde das Rätoromanische als Sprache der Reformierten zunehmend geächtet. Das Kloster Marienberg bekämpfte die Verwendung des Rätoromanischen, womit auch die Beziehungen zum romanischsprachigen und reformierten Engadin erschwert wurden. Am längsten hielt sich das Rätoromanische im Oberen Vinschgau, und Taufers im Münstertal ging erst Anfang des 19. Jahrhunderts zum Deutschen über. In Müstair (Münster) auf Schweizer Seite ist es bis heute die vorherrschende Sprache (siehe auch Unterengadinische Sprache).
In den Jahren von 1808 bis 1816 verlor die Diözese Chur den Vinschgau an die Diözese Brixen. 1818 wurde allerdings der untere Teil des Vinschgaus bis Prad der Diözese Trient zugeschlagen.

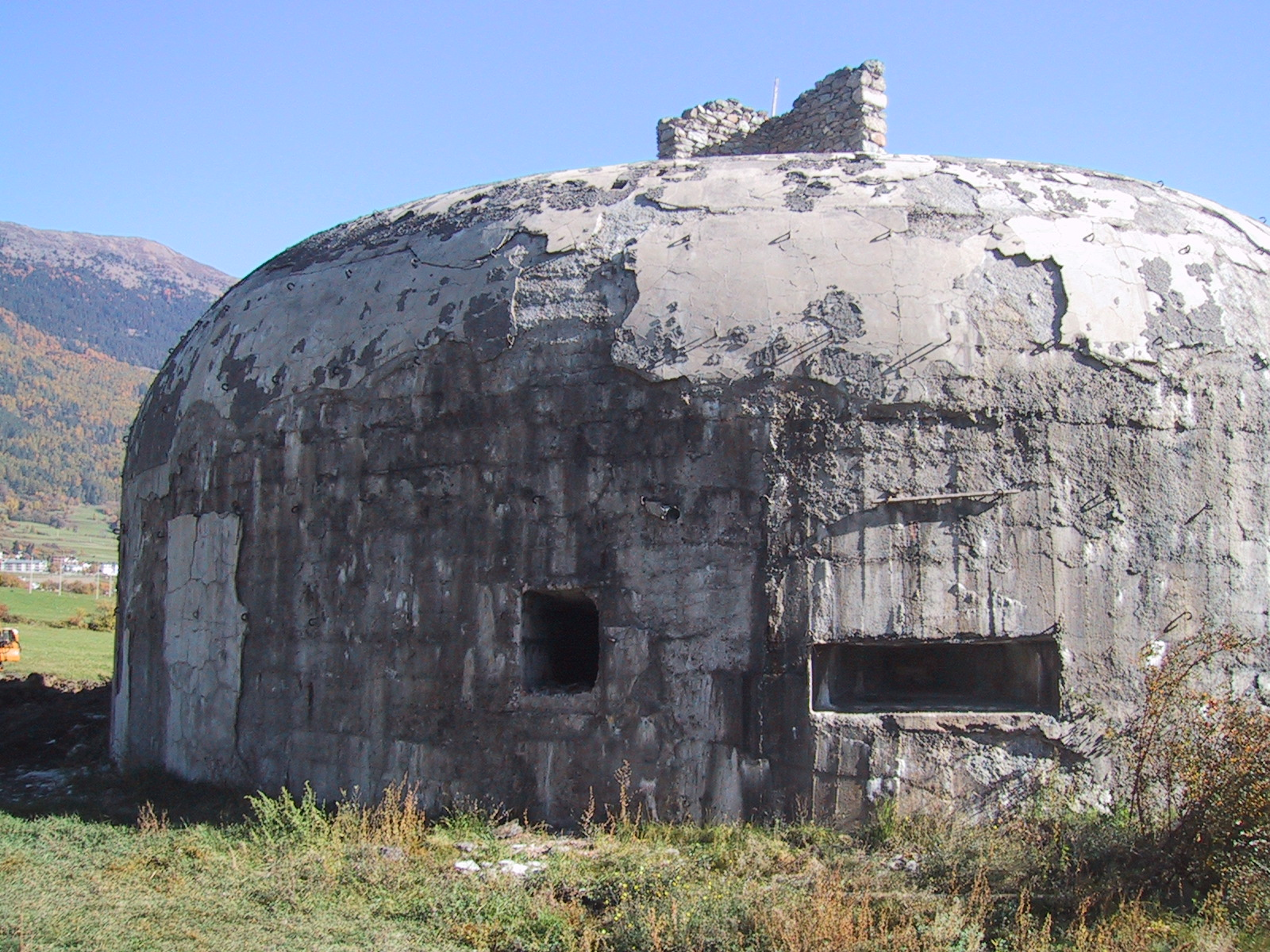
Von den Italienern zum Schutz der Nordgrenze erbauter Bunker im Vinschgau.

Der gesamte Vinschgau gehörte bis zum Ende des Ersten Weltkriegs zur Grafschaft Tirol und damit zu Österreich-Ungarn. Mit dem Vertrag von Saint-Germain kam das Gebiet 1920 zusammen mit dem Großteil Tirols südlich des Alpenhauptkamms zu Italien. Die neue Grenze zwischen Italien und Österreich wurde am Reschen gezogen und unter dem Faschismus durch den sogenannten „Alpenwall“ befestigt. 1964 wurde der Vinschgau kirchlich in der Diözese Bozen-Brixen vereint.

## Verkehr

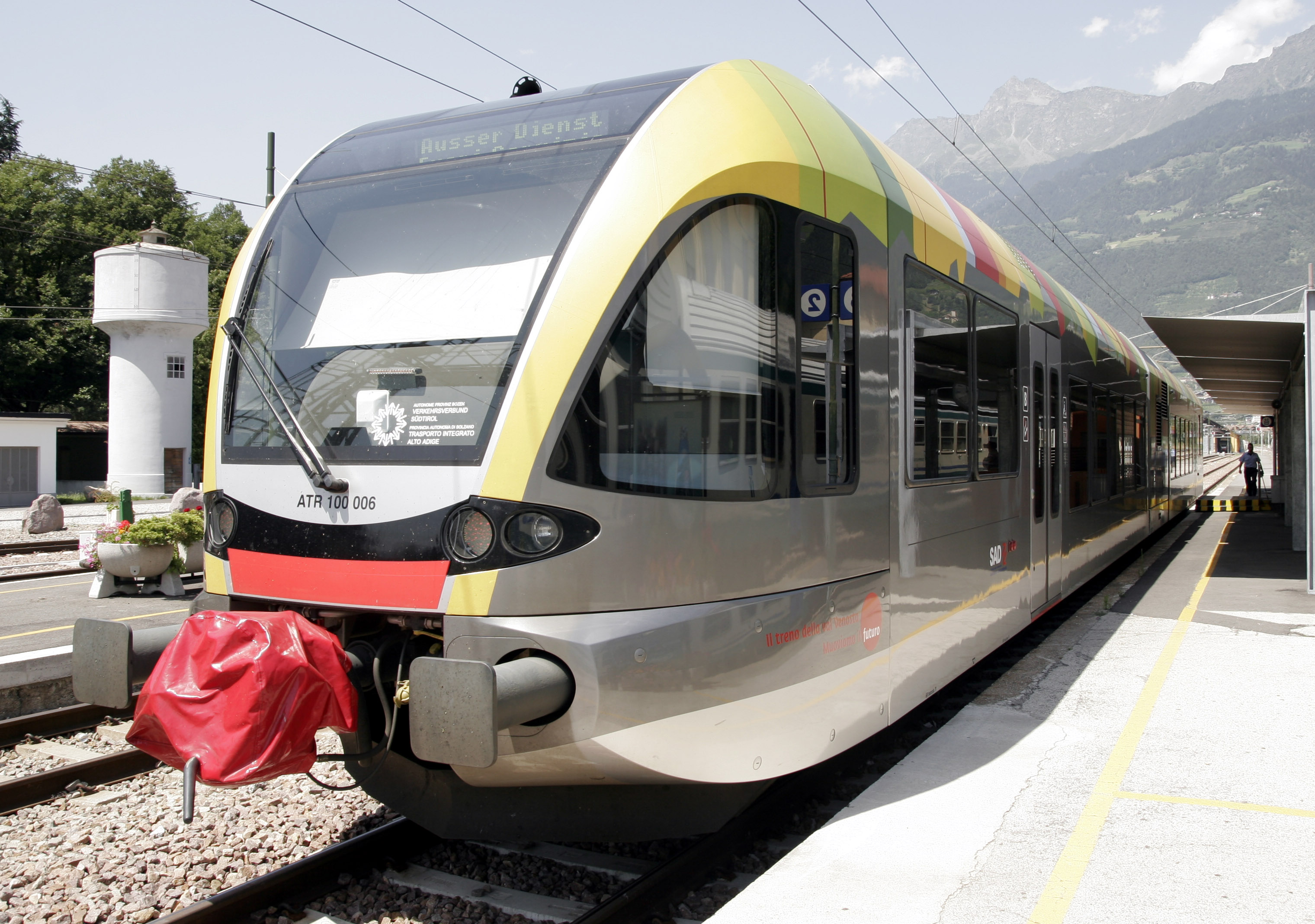
Triebwagen der Vinschgaubahn

Der Vinschgau wird für den Kraftverkehr durch die SS 38 (Vinschger Staatsstraße) und die ab Spondinig an sie anschließende SS 40 erschlossen.
Der Bahnverkehr im Tal wird über die Vinschgaubahn abgewickelt. Eine Schweizer Postauto-Linie (Mals–Zernez) verbindet die Endstation am Bahnhof Mals mit dem Engadin und schließt die Vinschgaubahn somit an das Netz der Rhätischen Bahn an. Vor über 100 Jahren bestanden mit dem Projekt der Ofenbergbahn bereits Ideen zur Verknüpfung dieser Bahnen. Durch den Erfolg der Vinschgaubahn wurde auch eine Neuauflage dieses Projekts diskutiert.
Für den Radverkehr gibt es die Radroute 2 „Vinschgau–Bozen“, die im überregionalen Fernradwegenetz auch dem Etsch-Radweg und der Via Claudia Augusta zugeordnet wird.

## Weblinks

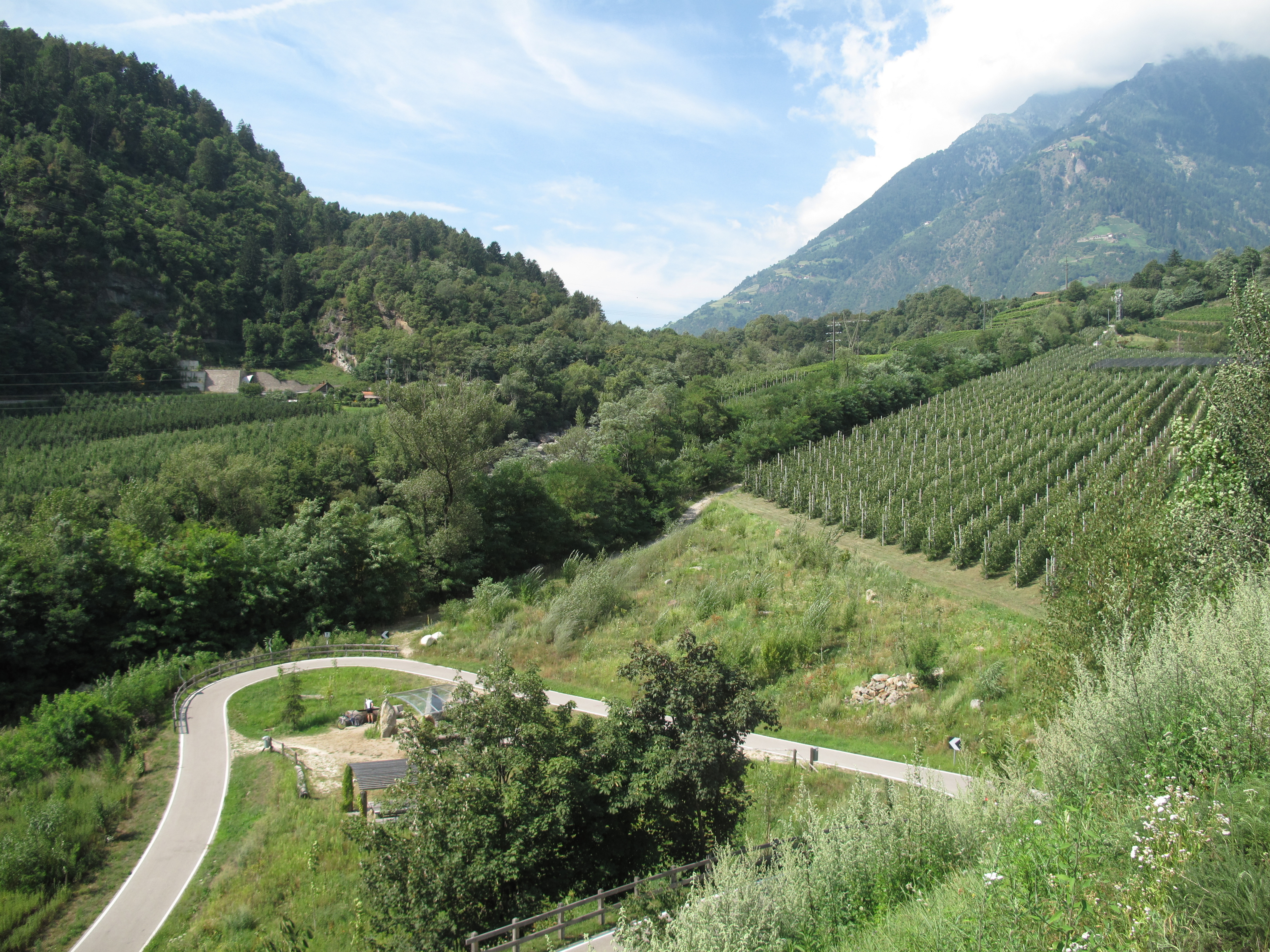
Talstufe Töll mit Radroute